# Guadua sarcocarpa
Guadua sarcocarpa är en gräsart som beskrevs av Ximena Londoño och Paul M. Peterson. Guadua sarcocarpa ingår i släktet Guadua och familjen gräs. Inga underarter finns listade i Catalogue of Life.